# Empusa pennata

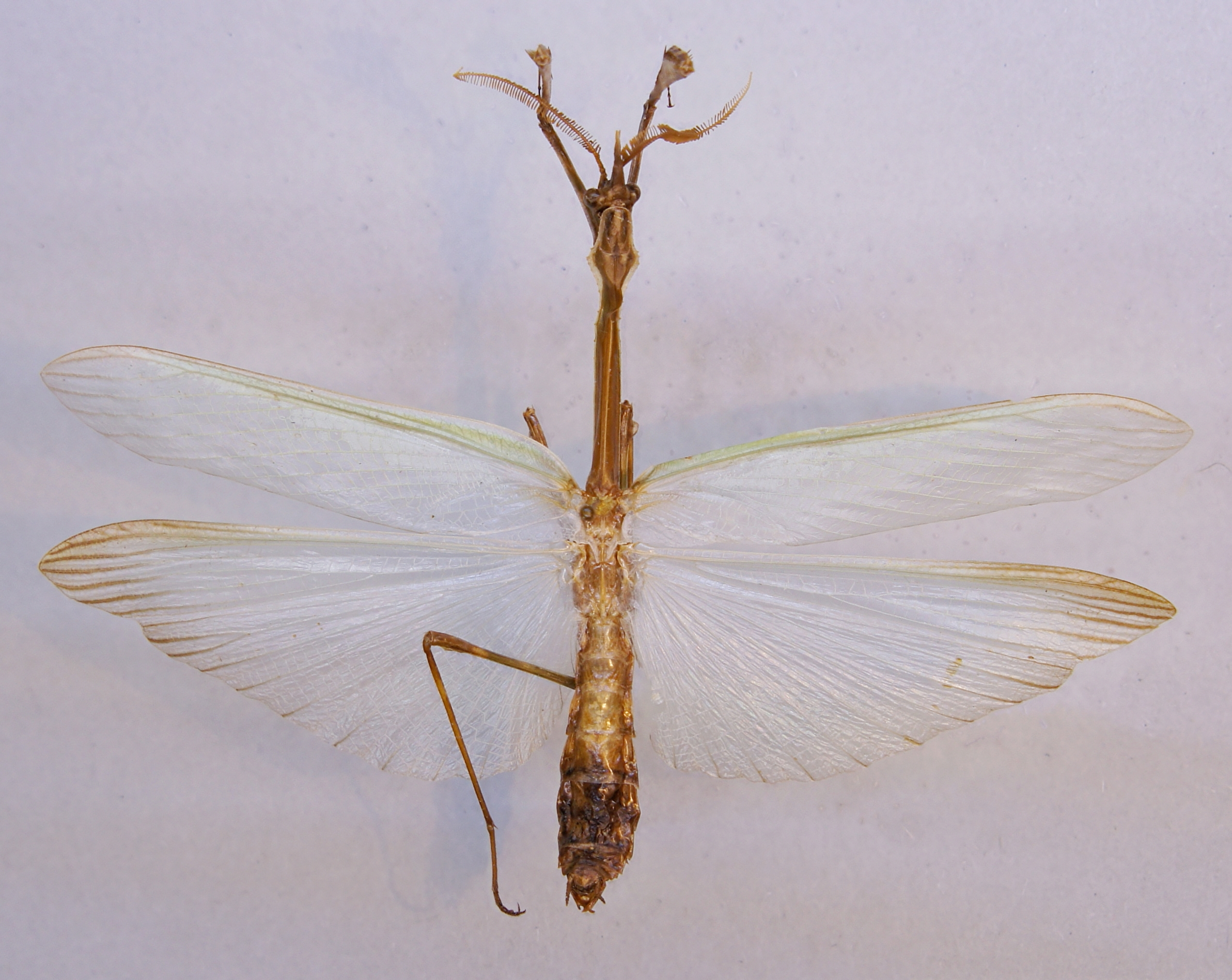
Empusa pennata aus der Zoologischen Staatssammlung München

Die Haubenfangschrecke (Empusa pennata) ist eine Fangschrecke aus der Familie Empusidae.

## Merkmale
Die Körperlänge der Männchen beträgt 50–60 mm, die der Weibchen 60–67 mm. Die Vorderflügellänge der Männchen beträgt 34–40 mm, die der Weibchen 35 mm.
Die Gattung Empusa ist besonders deutlich durch ihren Helm charakterisiert. Während die Larven von Empusa pennata braun gefärbt sind, haben die ausgewachsenen Tiere vor allem an den Flügeln eine grünliche Färbung. Das Geschlecht lässt sich ab dem dritten Larvenstadium gut durch die Anzahl der Abdominalsegmente bestimmen. Während das Männchen sechs Stück besitzt, zählt man beim Weibchen fünf. Zudem haben die adulten Männchen lange, doppelt gekämmte Fühler und längere Flügel als die Weibchen. Auch haben die Männchen einen schlankeren Körperbau.

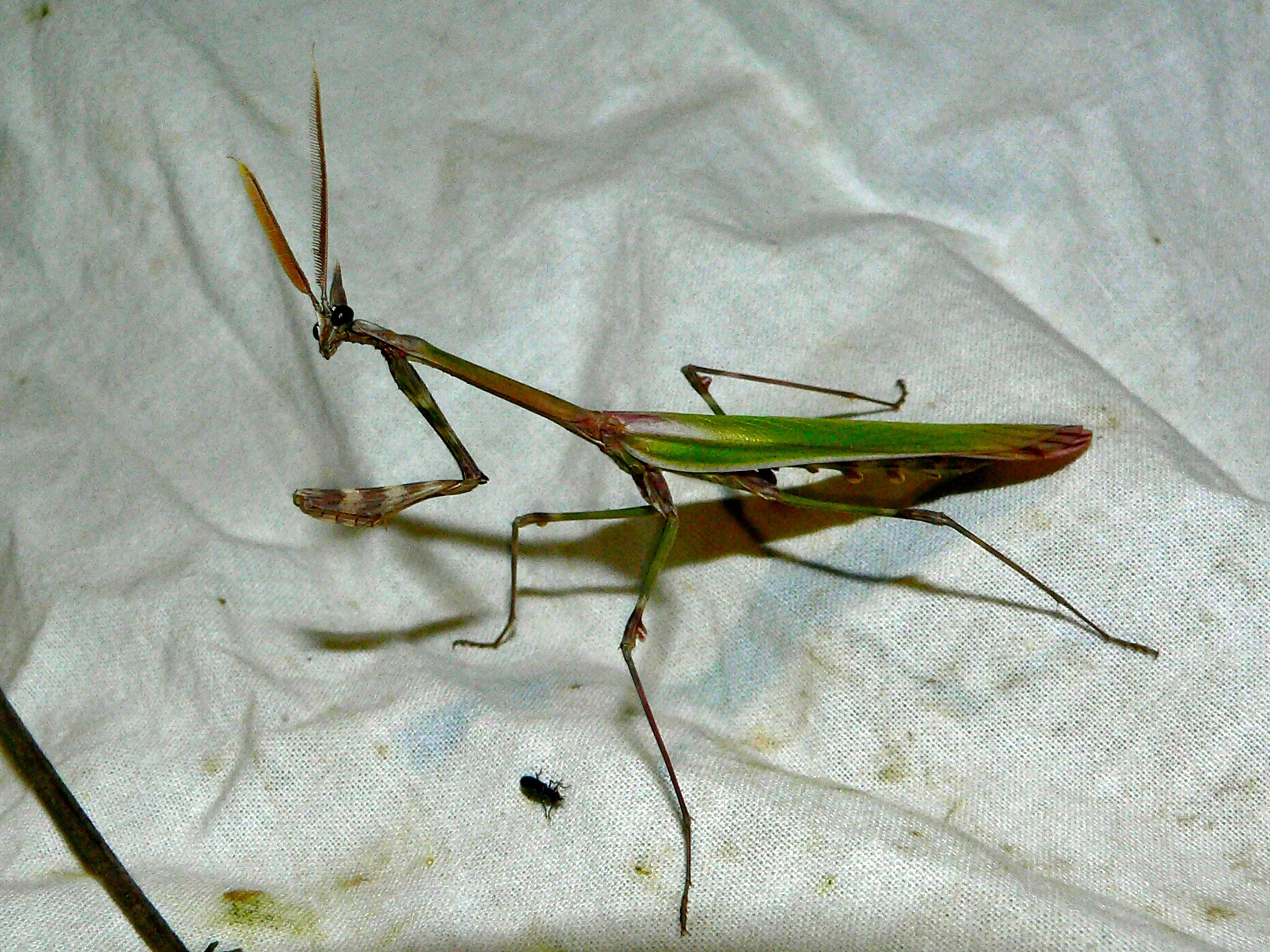
Männchen
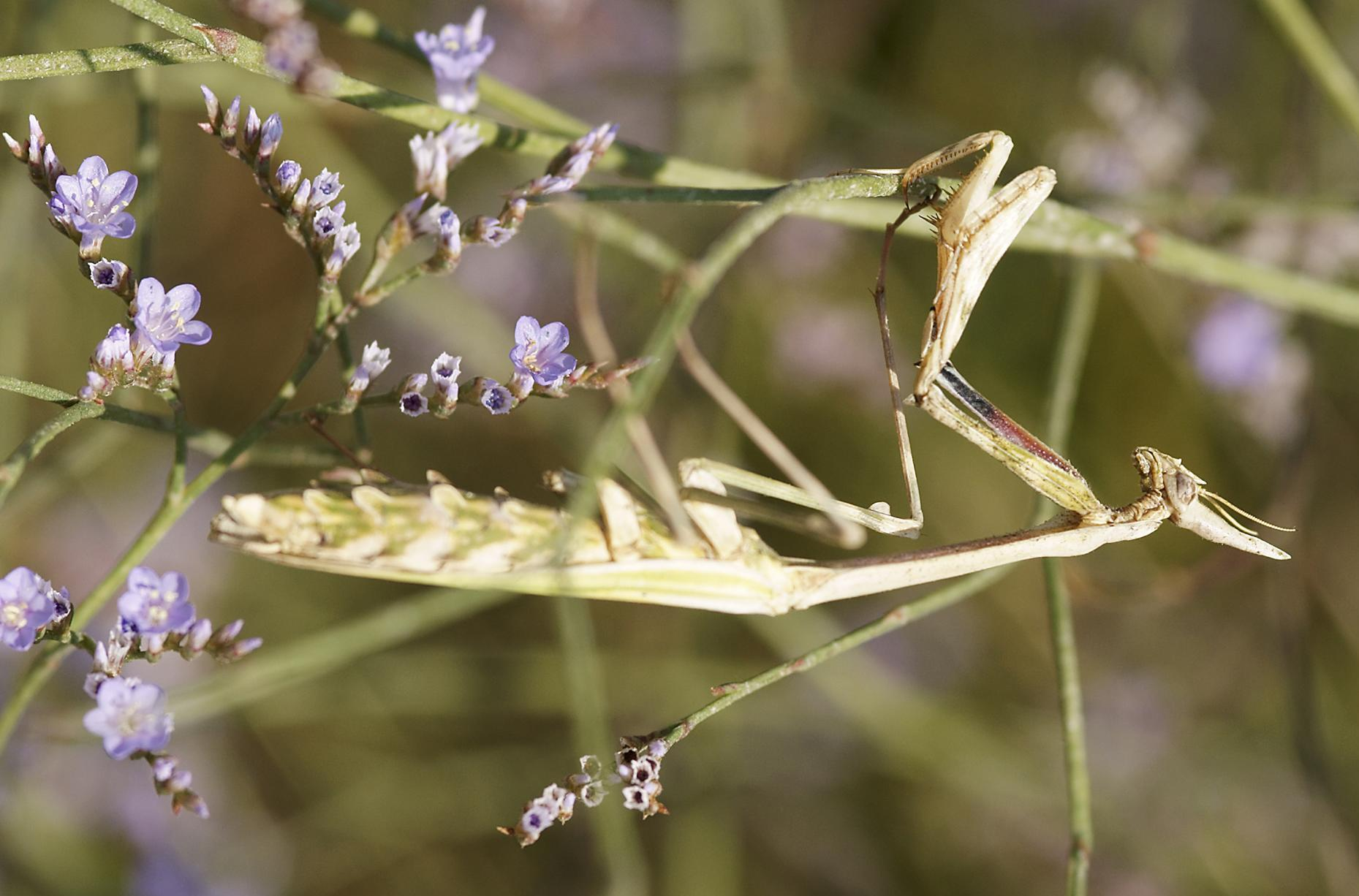
Weibchen
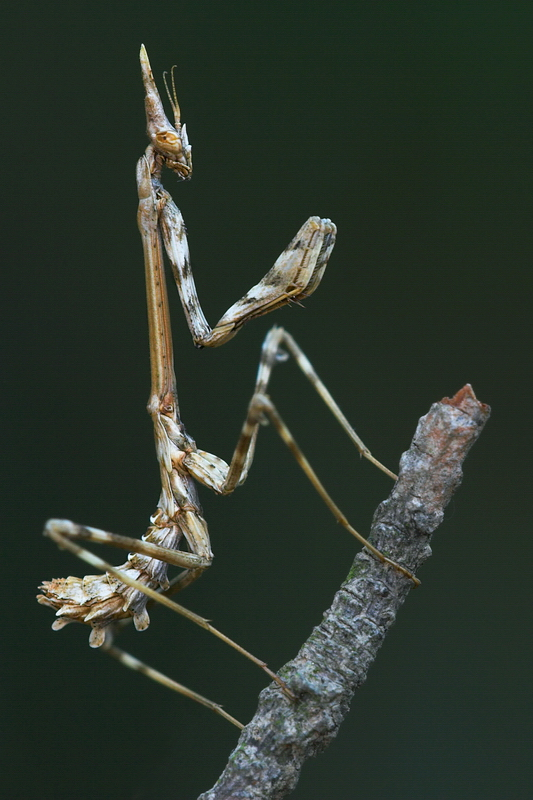
Nymphe

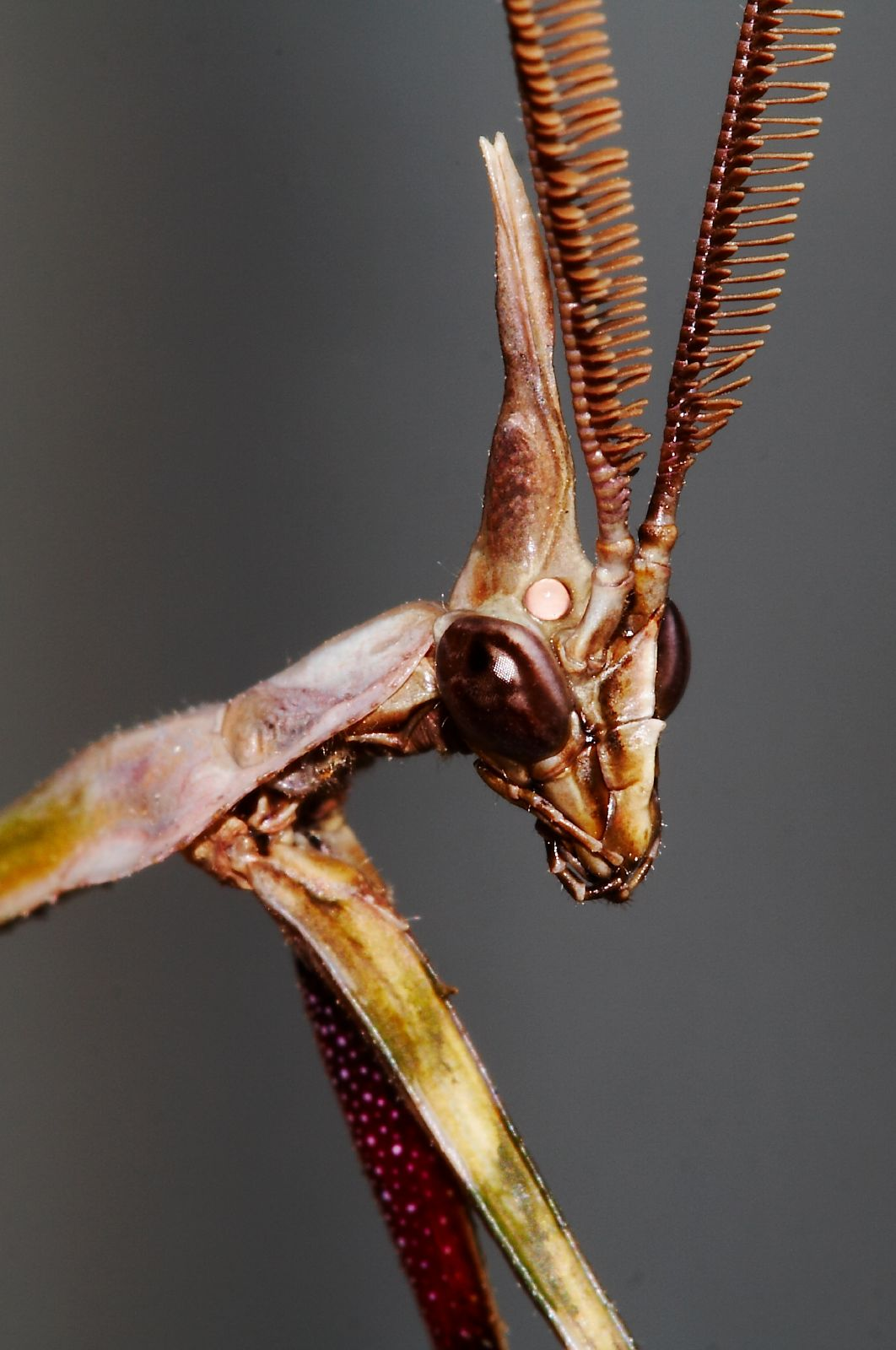
Erwachsener – Männlicher Kopf
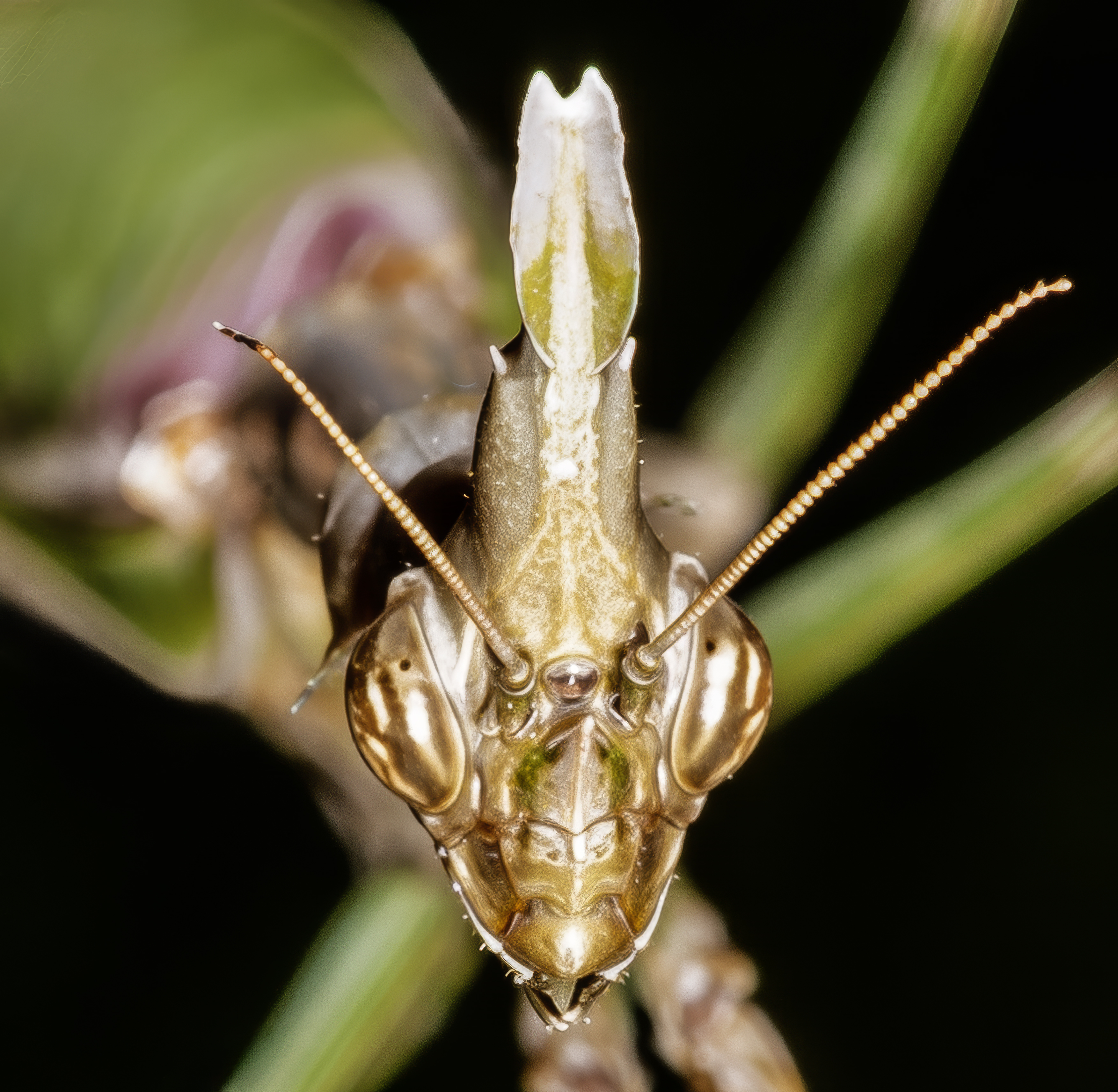
Erwachsener – Weiblicher Kopf

## Ähnliche Arten
Die Art kann leicht mit anderen Empusa-Arten verwechselt werden. Von Empusa fasciata und Empusa longicollis unterscheidet sich die Art durch den Bau der Coxae der Mittelbeine. Diese besitzen bei den beiden Arten einen rundlichen Lobus, bei E. pennata fehlt ein Lobus. Von Empusa hedenborgii und Empusa pennicornis unterscheidet sich die Art durch die Flügeladern. Diese besitzen Richtung Ende braune Ränder bei E. pennata, bei den anderen beiden Arten fehlen diese. Empusa guttula und Empusa spinosa haben 2 bräunliche oder rotbraune Punkte an den Ecken der Stigmata der Vorderflügel, E. pennata hat hier keine Punkte.

## Verbreitung und Lebensraum
Empusa pennata ist westmediterran verbreitet. Das Verbreitungsgebiet reicht von den Kanarischen Inseln über Marokko, Algerien, Spanien, Portugal und Südfrankreich bis nach Tunesien, Libyen und Italien. Auch auf Korsika, Sardinien und Sizilien ist die Art zu finden. Richtung Norden wird in Nordwestitalien der Alpenrand erreicht, in der Poebene kommt die Art nur stellenweise vor, im äußersten Nordosten Italiens fehlt sie.
Die Haubenfangschrecke bewohnt trockene und warme Gebiete, hauptsächlich Trockenrasen und Graslandschaften, wo sie auf Büschen und Gräsern auf Jagd geht.

## Lebensweise
Empusa pennata ist eine wenig aggressive Art, die sich auf die Jagd von meist kleinen Fluginsekten spezialisiert hat. Dabei wird nur lebendes Futter angenommen, das sofort nach dem Fang verzehrt wird. Im Experiment wurden Zweiflügler, Wanzen und Schmetterlinge als Beute akzeptiert. Von den angebotenen Käfern wurden Weichkäfer akzeptiert, aber alle Blattkäfer-Arten zurückgewiesen. Vermutlich ist die Art, wie alle Fangschrecken, Generalist.
Anders als bei den meisten Fangschrecken schlüpfen die Nymphen im Sommer, fressen im Herbst und unregelmäßig auch im Winter (klimabedingte Diapause) und vollenden ihre Entwicklung im Frühling. Es lassen sich also das ganze Jahr über Exemplare finden, meist jedoch von März bis November. Die Imagines werden meist zwischen April und Juli gefunden, die Nymphen von Juli bis Mai.
Die Geschlechter finden sich durch vom Weibchen abgegebene Pheromone.

## Taxonomie
Die Art wurde 1815 von Carl Peter Thunberg als Gongylus pennatus erstbeschrieben. Weitere Synonyme lauten Mantis clavata Goeze, 1778, Mantis spuria Goeze, 1778, Mantis pauperata Fabricius, 1781, Empusa egena Charpentier, 1841 und Empusa tricornis (Goeze, 1778). Die Typuslokalität ist Sardinien.